# Максимальна стерпна доза
Максимальна стерпна доза (англ. maximum tolerable dose (MTD)) — найвища кількість речовини, при введенні якої в тіло не настає смерть піддослідних тварин.

## Дотичні терміни
- Максимальна стерпна концентрація — в екологічній хімії — найвища концентрація речовини в об'єктах довкілля, яка не спричинює смерть тестованих організмів.
- Максимальний дозволений рівень — рівень, звичайно комбінація часу та концентрації, поза яким перебування людських істот у присутності даних хімічних чи фізичних чинників у їх безпосередньому оточенні не є безпечним.